# Renny Harlin
Renny Harlin, właśc. Renny Lauri Mauritz Harjola (ur. 15 marca 1959 w Riihimäki) – fiński reżyser i producent filmowy, znany jako twórca filmów akcji. Za współprodukcję filmu Historia Rose (Rambling Rose) odebrał w roku 1991 nagrodę Independent Spirit.

## Życiorys
W branży filmowej aktywnie obecny jest od 1980 roku. Pierwszym poważnym filmem Harlina była Arktyczna gorączka (Born American, 1986), fińsko-amerykańska koprodukcja z Mikiem Norrisem, synem słynnego Chucka Norrisa, obsadzonym w roli głównej. Po reżyserii dwóch amerykańskich horrorów w roku 1988 – Więzienia (Prison) z Viggo Mortensenem i Koszmaru z ulicy Wiązów IV: Władcy snów (A Nightmare on Elm Street 4: The Dream Master) – został filmowcem hollywoodzkim. Prawdopodobnie najpopularniejszy  jego film, Szklana pułapka 2 (Die Hard 2), powstał w 1990 roku i spotkał się z ogromnym sukcesem komercyjnym, inkasując na całym świecie kwotę 239,5 milionów dolarów. Inne produkcje Renny’ego Harlina to m.in.: Długi pocałunek na dobranoc (The Long Kiss Goodnight, 1996) z Samuelem L. Jacksonem i Geeną Davis w rolach głównych, Łowcy umysłów (Mindhunters, 2004) z Valem Kilmerem i Christianem Slaterem oraz Ślady zbrodni (Cleaner, 2007) z Edem Harrisem, Evą Mendes i Samuelem L. Jacksonem.
W latach 1993–1998 był małżonkiem aktorki Geeny Davis. Spotykał się także z byłą Miss Finlandii, Tarją Smur oraz Sarah Thackray, brytyjską dziennikarką.

## Filmografia

### Reżyser
- 2014: Legenda Herkulesa (The Legend of Hercules)
- 2011: Tragedia na Przełęczy Diatłowa (Devil's Pass, The Dyatlov Pass Incident)
- 2010: 5 dni wojny (5 Days of August)
- 2009: 12 rund (12 Rounds)
- 2007: Ślady zbrodni (Cleaner)
- 2006: The Northmen
- 2006: Pakt milczenia (The Covenant)
- 2004: Łowcy umysłów (Mindhunters)
- 2004: Egzorcysta: Początek (Exorcist: The Beginning)
- 2001: Wyścig (Driven)
- 2000: T.R.A.X.
- 1999: Piekielna głębia (Deep Blue Sea)
- 1996: Długi pocałunek na dobranoc (The Long Kiss Goodnight)
- 1995: Wyspa piratów (Cutthroat Island)
- 1993: Na krawędzi (Cliffhanger)
- 1990: Przygody Forda Fairlane’a (The Adventures of Ford Fairlane)
- 1990: Szklana pułapka 2 (Die Hard 2)
- 1988: Więzienie (Prison)
- 1988: Koszmar z ulicy Wiązów IV: Władca snów (A Nightmare On Elm Street 4: The Dream Master)
- 1986: Arktyczna gorączka (Born American)
- 1980: Huostaanotto